# Municipio de San Juan Ermita
Municipio de San Juan Ermita är en kommun i Guatemala.   Den ligger i departementet Departamento de Chiquimula, i den sydöstra delen av landet, 120 km öster om huvudstaden Guatemala City.
Följande samhällen finns i Municipio de San Juan Ermita:
- San Juan Ermita